# Secret 〜FIRST CLASS LIMITED LIVE〜
『secret 〜FIRST CLASS LIMITED LIVE〜』（シークレット ファースト・クラス・リミテッド・ライブ）は、日本の歌手倖田來未が新木場STUDIO COASTで行ったライブおよびライブ・ビデオ。

## 解説
映像作品としては、『feel...』以来で約1年ぶりとなる。
新木場STUDIO COASTにて行われたスペシャルライブの様子を収録している。
ベストアルバム『BEST 〜first things〜』との同時発売となっている。

## 収録曲
1. SHAKE IT
2. Hot Stuff feat. KM-MARKIT
3. 【SINGLE MIX】- Trust Your Love / So Into You / love across the ocean / Gentle Words / m・a・z・e / COME WITH ME / Chase
4. hands
5. 奇跡
6. Trust you
7. Selfish
8. Intro～Get down～
9. 1000の言葉
10. Pearl Moon
11. Let's Party
12. キューティーハニー
13. LOVE HOLIC
14. Crazy 4 U
15. real Emotion
16. TAKE BACK
17. Butterfly
18. walk
19. BACK STAGE OF secret 〜FIRST CLASS LIMITED LIVE〜 & INTERVIEW WITH KODA KUMI
本コンサートの舞台裏側やメイキングシーン、インタビューなどを収めたドキュメンタリー映像。